# مشابه بنيوي

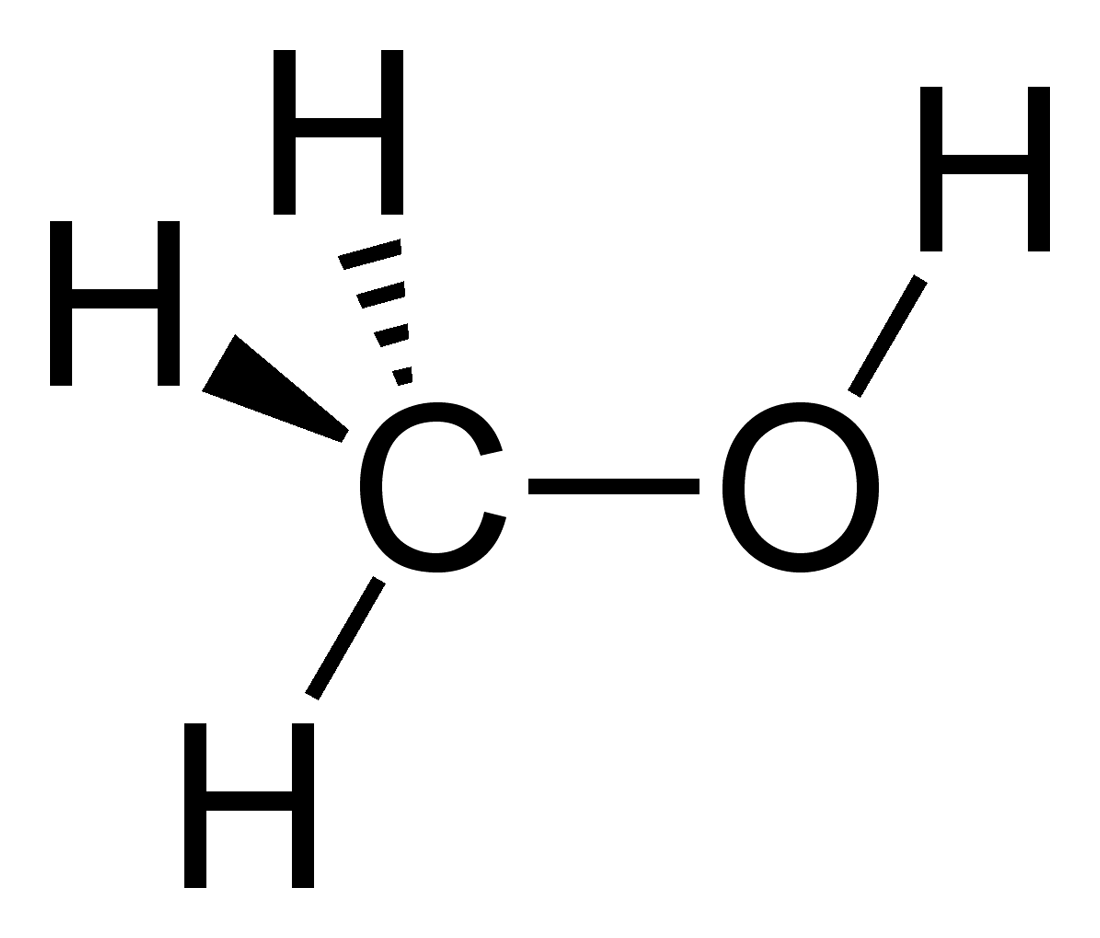

المشابه البنيوي في الكيمياء هو مركب كيميائي له بنية مشابهة لمركب آخر، إلا أنه يختلف عنه في أحد مكوناته بشكل لا يحدث فيه تطابق إنما مجرد تشابه. يمكن أن يكون موضع الاختلاف وجود ذرة أو أكثر أو مجموعة وظيفية أو في الوحدات البنائية الكيميائية.
لا يعني التشابه البنيوي حدوث نوع من التشابه الوظيفي، إذ من الممكن أن يكون لمشابهين بنيويين صفات وخواص فيزيائية أو كيميائية أو حيوية أو صيدلانية مختلفة. يصادف التشابه البنيوي بشكل واسع في اكتشاف الدواء، إذ توجد سلاسل كبيرة من مشابهات بنيوية لمركبات كيميائية قائدة أولية، والتي طورت وجربت كجزء من دراسات علاقة النشاط بالبنية. بالإضافة إلى ذلك، فإن بيانات المشابهات البنيوية للمركبات القائدة يتم البحث عنها إلكترونياً Virtual screening.

## اقرأ أيضًا
- مشتق (كيمياء)
- تصاوغ
- مشابه وظيفي
- تماثل (كيمياء)